# Rijksbeschermd gezicht Middenbeemster
Gezicht Middenbeemster is een van rijkswege beschermd dorpsgezicht in Middenbeemster in de Nederlandse provincie Noord-Holland. De procedure voor aanwijzing werd gestart op 11 november 1982. Het gebied werd op 26 november 1985 definitief aangewezen. Het beschermd gezicht beslaat een oppervlakte van 11,9 hectare.
Panden die binnen een beschermd gezicht vallen krijgen niet automatisch de status van beschermd monument. Wel zal de gemeente het bestemmingsplan aanpassen om nieuwe ontwikkelingen in het gebied te reguleren. De gezichtsbescherming richt zich op de stedenbouwkundige en cultuurhistorische waardering van een gebied en wil het toekomstig functioneren daarvan veiligstellen.